# New Orleans Saints 2009
La stagione 2009 dei New Orleans Saints è stata la 43ª della franchigia nella National Football League. Fu la stagione di maggior successo della storia della franchigia, culminata con la vittoria del Super Bowl XLIV. Il club fece registrare un record di franchigia di 13 vittorie nella stagione regolare (pareggiato nel 2011 e nel 2018), qualificandosi per i playoff per la prima volta dal 2006. Con un la vittoria sui Carolina Panthers dell'8 novembre i Saints salirono a un record di franchigia di 8-0, arrivando poi fino a 13-0. Malgrado l'avere perso tutte le ultime tre gare, la squadra ebbe per la prima volta nella sua storia il numero 1 nel tabellone della NFC. I Saints sconfissero Kurt Warner e gli Arizona Cardinals campioni in carica della NFC nel divisional round dei playoff, dopo di che ospitarono nella finale di conference i Minnesota Vikings di Brett Favre battendoli ai tempi supplementari. Peyton Manning e gli Indianapolis Colts furono gli avversari nel Super Bowl XLIV, la prima apparizione nella storia della franchigia. I Saints vinsero il Super Bowl 31–17, dando alla città di New Orleans il suo primo titolo. La squadra divenne la prima a battere nei playoff tre quarterback che in precedenza avevano vinto il Super Bowl. MVP della partita fu il quarterback Drew Brees.

## Scelte nel Draft 2009
| Scelte dei Saints nel Draft 2009               |        |                   |            |             |
| Giro                                           | Scelta | Giocatore         | Ruolo      | College     |
| 1                                              | 14     | Malcolm Jenkins * | Safety     | Ohio State  |
| 4                                              | 116    | Chip Vaughn       | Safety     | Wake Forest |
| 4                                              | 118    | Stanley Arnoux    | Linebacker | Wake Forest |
| 5                                              | 164    | Thomas Morstead * | Punter     | SMU         |
| * Convocato per almeno un Pro Bowl in carriera |        |                   |            |             |

## Roster
| Roster dei New Orleans Saints nel 2008 |
| --- |
| Quarterback - 9 Drew Brees - 11 Mark Brunell - 10 Chase Daniel Running Back - 21 Mike Bell - 25 Reggie Bush PR - 36 Kyle Eckel FB - 30 Lynell Hamilton - 23 Pierre Thomas Wide Receiver - 87 Adrian Arrington - 12 Marques Colston - 19 Devery Henderson - 17 Robert Meachem - 16 Lance Moore - 15 Courtney Roby KR Tight End - 80 Darnell Dinkins - 84 Tory Humphrey - 88 Jeremy Shockey - 85 David Thomas Offensive Linemen - 74 Jermon Bushrod T - 73 Jahri Evans G - 76 Jonathan Goodwin C - 60 Nick Leckey C - 67 Jamar Nesbit G - 77 Carl Nicks G - 78 Jon Stinchcomb T - 64 Zach Strief T Defensive Linemen - 92 Remi Ayodele DT - 97 Jeff Charleston DE - 98 Sedrick Ellis DT - 69 Anthony Hargrove DT - 93 Bobby McCray DE - 90 DeMario Pressley DT - 91 Will Smith DE - 96 Paul Spicer DE Linebacker - 52 Jonathan Casillas OLB - 54 Troy Evans OLB - 55 Scott Fujita OLB - 50 Marvin Mitchell ILB - 58 Scott Shanle OLB - 51 Jonathan Vilma ILB - 59 Anthony Waters OLB Defensive Back - 20 Randall Gay CB - 33 Jabari Greer CB - 41 Roman Harper SS - 27 Malcolm Jenkins CB - 22 Tracy Porter CB - 31 Pierson Prioleau SS - 39 Chris Reis SS - 42 Darren Sharper FS - 28 Usama Young FS Special Team - 5 Garrett Hartley K - 57 Jason Kyle LS - 6 Thomas Morstead P Lista delle riserve - 99 Stanley Arnoux ILB (IR) - 70 Jammal Brown OT (IR) - 86 Dan Campbell TE (IR) - 71 Kendrick Clancy DT (IR) - 56 Jo-Lonn Dunbar OLB (IR) - 44 Heath Evans FB (IR) - 94 Charles Grant DE (IR) - 13 Rod Harper WR (IR) - 35 Reggie Jones CB (IR) - 95 Rodney Leisle DT (IR) - 46 Marcus Mailei FB (IR) - 83 Billy Miller TE (IR) - 53 Mark Simoneau ILB (IR) - 24 Leigh Torrence CB (IR) - 37 Chip Vaughn FS (IR) - -- D'Juan Woods WR (IR) Squadra di allenamento - 72 Tim Duckworth G - 38 Greg Fassitt CB - 63 Marlon Favorite DT - 75 Na'Shan Goddard T - 66 Earl Heyman DT - 82 Tyler Lorenzen TE - 79 Jermey Parnell OT - 29 Glenn Sharpe CB |
| Legenda - I rookie sono in corsivo. - Il primo ruolo è il principale mentre gli eventuali successivi indicano i ruoli secondari. - (IR) sta per Injured Reserve ed indica la lista ristretta per un solo giocatore infortunato che può tornare ad allenarsi dopo la settimana 6 e a rientrare in prima squadra dopo che questa ha giocato 8 partite. - (NF-Inj.) / (NF-Ill.) stanno rispettivamente per Non-Football Injured e Non-Football Illness ed indicano le liste dove viene inserito un giocatore che ha un infortunio o una malattia non dipendente dal football americano. - (PUP) sta per Physically Unable to Perform ed indica la lista dove viene inserito un giocatore mentre è in attesa di recuperare la condizione fisica. Nella stagione regolare dopo la sesta partita giocata dalla propria squadra, il giocatore ha tempo tre settimane per riprendere ad allenarsi, più tre settimane aggiuntive dal suo rientro agli allenamenti per rientrare in prima squadra. |

## Calendario

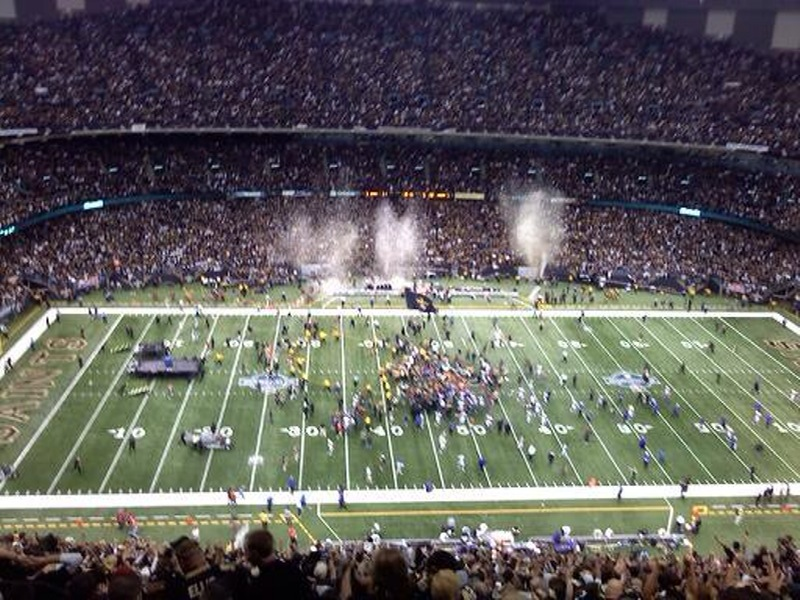
I festeggiamenti dei Saints dopo la vittoria dell'NFC Championship

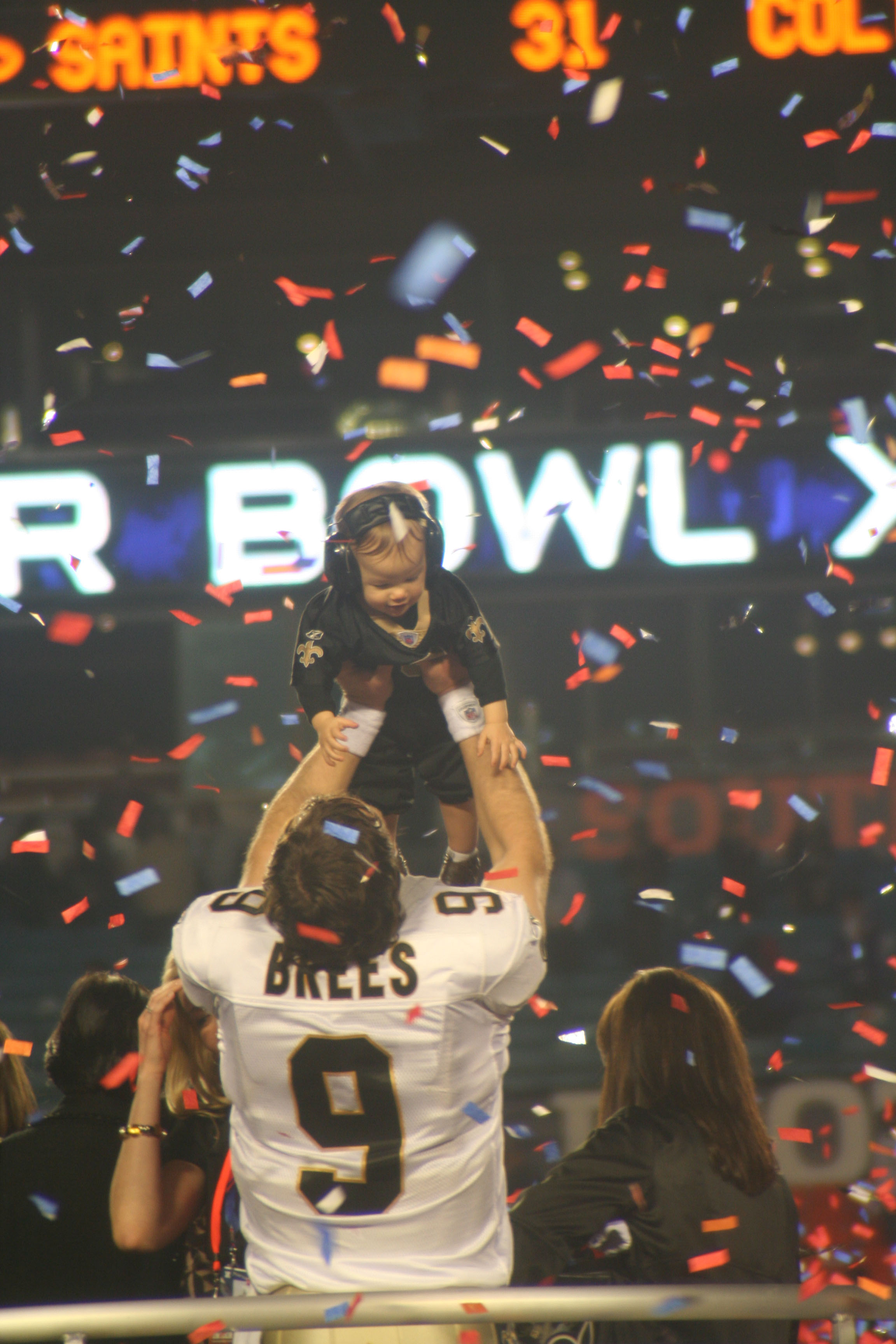
Drew Brees dopo la vittoria del Super Bowl XLIV il 7 gennaio 2010

| Stagione regolare                                             |                         |                    |                    |                         |                    |                    |
| Turno                                                         | Avversario              | Risultati          | Risultati          | Stadio                  | Sintesi            |                    |
| Turno                                                         | Avversario              | Punteggio          | Record             | Stadio                  | Sintesi            |                    |
| 1                                                             | Detroit Lions           | V 45–27            | 1–0                | Louisiana Superdome     | Recap              |                    |
| 2                                                             | at Philadelphia Eagles  | V 48–22            | 2–0                | Lincoln Financial Field | Recap              |                    |
| 3                                                             | at Buffalo Bills        | V 27–7             | 3–0                | Ralph Wilson Stadium    | Recap              |                    |
| 4                                                             | New York Jets           | V 24–10            | 4–0                | Louisiana Superdome     | Recap              |                    |
| 5                                                             | Settimana di pausa      | Settimana di pausa | Settimana di pausa | Settimana di pausa      | Settimana di pausa | Settimana di pausa |
| 6                                                             | New York Giants         | V 48–27            | 5–0                | Louisiana Superdome     | Recap              |                    |
| 7                                                             | at Miami Dolphins       | V 46–34            | 6–0                | Land Shark Stadium      | Recap              |                    |
| 8                                                             | Atlanta Falcons         | V 35–27            | 7–0                | Louisiana Superdome     | Recap              |                    |
| 9                                                             | Carolina Panthers       | V 30–20            | 8–0                | Louisiana Superdome     | Recap              |                    |
| 10                                                            | at St. Louis Rams       | V 28–23            | 9–0                | Edward Jones Dome       | Recap              |                    |
| 11                                                            | at Tampa Bay Buccaneers | V 38–7             | 10–0               | Raymond James Stadium   | Recap              |                    |
| 12                                                            | New England Patriots    | V 38–17            | 11–0               | Louisiana Superdome     | Recap              |                    |
| 13                                                            | at Washington Redskins  | V 33–30 dts        | 12–0               | FedExField              | Recap              |                    |
| 14                                                            | at Atlanta Falcons      | V 26–23            | 13–0               | Georgia Dome            | Recap              |                    |
| 15                                                            | Dallas Cowboys          | S 17–24            | 13–1               | Louisiana Superdome     | Recap              |                    |
| 16                                                            | Tampa Bay Buccaneers    | S 17–20 dts        | 13–2               | Louisiana Superdome     | Recap              |                    |
| 17                                                            | at Carolina Panthers    | S 10–23            | 13–3               | Bank of America Stadium | Recap              |                    |
| Nota: gli avversari della propria division sono in grassetto. |                         |                    |                    |                         |                    |                    |

### Playoff
| Playoff          |                                           |                                           |                                           |                                           |                                           |                                           |                                           |                                           |
| Turno            | Data                                      | Ora                                       | Avversario (seed)                         | Risultati                                 | Risultati                                 | Stadio                                    | TV                                        | Sintesi                                   |
| Turno            | Data                                      | Ora                                       | Avversario (seed)                         | Punteggio                                 | Record                                    | Stadio                                    | TV                                        | Sintesi                                   |
| Wild Card        | Qualificati direttamente al secondo turno | Qualificati direttamente al secondo turno | Qualificati direttamente al secondo turno | Qualificati direttamente al secondo turno | Qualificati direttamente al secondo turno | Qualificati direttamente al secondo turno | Qualificati direttamente al secondo turno | Qualificati direttamente al secondo turno |
| Divisional       | 16 gennaio 2010                           | 3:30 PM CST                               | Arizona Cardinals (4)                     | V 45–14                                   | 1–0                                       | Louisiana Superdome                       | Fox                                       | Recap                                     |
| NFC Championship | 24 gennaio 2010                           | 5:40 PM CST                               | Minnesota Vikings (2)                     | V 31–28 dts                               | 2–0                                       | Louisiana Superdome                       | Fox                                       | Recap                                     |
| Super Bowl XLIV  | 7 febbraio 2010                           | 5:30 PM CST                               | vs. Indianapolis Colts (A1)               | V 31–17                                   | 3–0                                       | Sun Life Stadium                          | CBS                                       | Recap                                     |

## Classifiche
| NFC South              |    |    |   |      |     |      |     |     |     |
|                        | V  | S  | P | %    | DIV | CONF | PF  | PS  | STR |
| (1) New Orleans Saints | 13 | 3  | 0 | .813 | 4–2 | 9–3  | 510 | 341 | S3  |
| Atlanta Falcons        | 9  | 7  | 0 | .563 | 3–3 | 6–6  | 363 | 325 | V3  |
| Carolina Panthers      | 8  | 8  | 0 | .500 | 4–2 | 8–4  | 315 | 318 | V3  |
| Tampa Bay Buccaneers   | 3  | 13 | 0 | .188 | 1–5 | 3–9  | 244 | 400 | S1  |

## Premi
- Drew Brees:

MVP del Super Bowl